# 本膳
本膳（ほんぜん）は古典落語の演目の一つ。原話は、元和年間(1615～24)に出版された笑話本・「戯言養気集」の一遍である『芋ころがし』。
主な演者には、林家彦六や4代目三遊亭金馬などがいる。

## あらすじ
とある村の、庄屋の家で祝言（結婚式）があり、村人一同が祝物を送った。

そのお礼として、今夜、村のおもだった者三十六人がご馳走に招待されることになったが…誰も本膳の作法・礼式を知らなかった。
とうとう『夜逃げしよう』なんていう騒ぎになり、困った村の衆は、村はずれに住む手習いの師匠の所へいき、付け焼刃で作法を教えてもらう事に。
「今夜では、とても一人ずつ稽古する時間はありません。ですからこうしましょう…」
師匠がどこの席についても、自分のすることを真似するようにして下さい。羽織りだけは着ていくように…とアドバイスを受け、いよいよ宴席。
主人があいさつをし、盃が回された後、いよいよ本膳がやってくる。

### お椀
なかなかいい器を使っているらしく、開けようとしたら蓋が吸い付いて動かない。

ちょっと考えた師匠は、椀のふちをチョコッと握ってふたを開けた。
「あれを真似すれば良いだ。一口だぞ。一口一口…全部一息に吸った？　半分戻せ！」

### 平碗
ふたを開けてみると、中に入っていたのは里芋の煮っころがし。

しかも箸が塗箸だから、ヌルヌルしてはさめない。
はさんで持ち上げようとした所、不覚にもつるっと箸がすべって、膳の上に転がり出た。
仕方なく箸で突っ付いていると、あちらでもこちらでも芋をコロコロコロ…。

### ご飯
嫌になった師匠が早く帰ろうとして、焦ったせいか鼻先に飯粒が二粒くっついた。

一同、さあ、食うだけでは礼式を違えると、一斉に飯粒を鼻へ。

間違って五粒くっつけてしまった男が、あわてて三粒食ってしまう大騒ぎ。
『いい加減にしろ』と言う意味を込め、師匠が隣の脇腹を拳固で突いた。

突かれた奴がそれを【礼式】と勘違いし、「真似しろ」と言う伝達つきでその隣をドン。それがまた隣をドン。ドン…。
「いてえ、あにするだ」

「本膳の礼式だ。受け取ったら次へまわせ」

「さあ、この野郎」

「そっとやれ」

「そっとはやれねえ。覚悟スろ。ひのふのみ」

「いててッ」。
最後の三十六人目が、思いきり突いてやろうと隣を見ても誰もいない。
「先生、この礼式はどこへやるだ？」

## 「本膳」とは
本膳料理の事であり、日本料理の正式の膳立てで、普通は「一の膳」から「三の膳」まである。
正式なマナーとしては、以下のようなものがある。
- 和え物と煮物に続けて箸をつけない。
- 菜と汁をいっしょに食べない。
- 迷い箸をしない。
- おかわりの時は飯碗を受け取ったら、必ず一度膳に置く。

日本の食事作法についても参考にされたい。

## カルチャーギャップ
焼香に参加した外国人が、抹香を食べるものと勘違いして口に入れたという話もあり、この村人たちの失敗は必ずしも絵空事ではないようである。
落語においては、同じ勘違いで以下の内容のものが登場する。『勘違い』をテーマとした落語の枕として、よく出てくるのが以下の小噺である。

### 饅頭を知らない村
饅頭を知らない村の往来に、一個の饅頭が落ちている。

鍬で突いてみたらポコッと動いたので、思い切りひっぱたいたら割れて餡が出てきた。
「このごろ小豆の出来が悪いと思ったら、全部こいつが食っていた！」